# Мухоловка нильгірійська
Мухоловка нильгірійська (Eumyias albicaudatus) — вид горобцеподібних птахів родини мухоловкових (Muscicapidae). Ендемік Індії.

## Опис
Нильгірійська мухоловка — дрібний комахоїдний птах, довжина якого становить 13 см. Самці нильгірійської мухоловки мають яскраве індигове забарвлення, лоб у них фіолетовий. Їхне забарвлення помітно тьмяніше, ніж у бірюзових мухоловок, а різниця між блідим обличчям і темною плямою на ньому менш помітна. Самиці нільгирійських мухоловок мають менш яскравве забарвлення, верхня частина тіла у них темно-коричнева, а нижня — темно-сіра. Два центральних стернових пера блакитні, а бічні- темно-коричневі. з індиговими краями. Основи крайніх стернових пер білі. однак коли птах сидить, їх складно побачити. Пера на крилах мають темно-коричневе забарвлення з вузькими синіми краями. Дзьоб і лапи чорні, райдужка темно-коричнева.

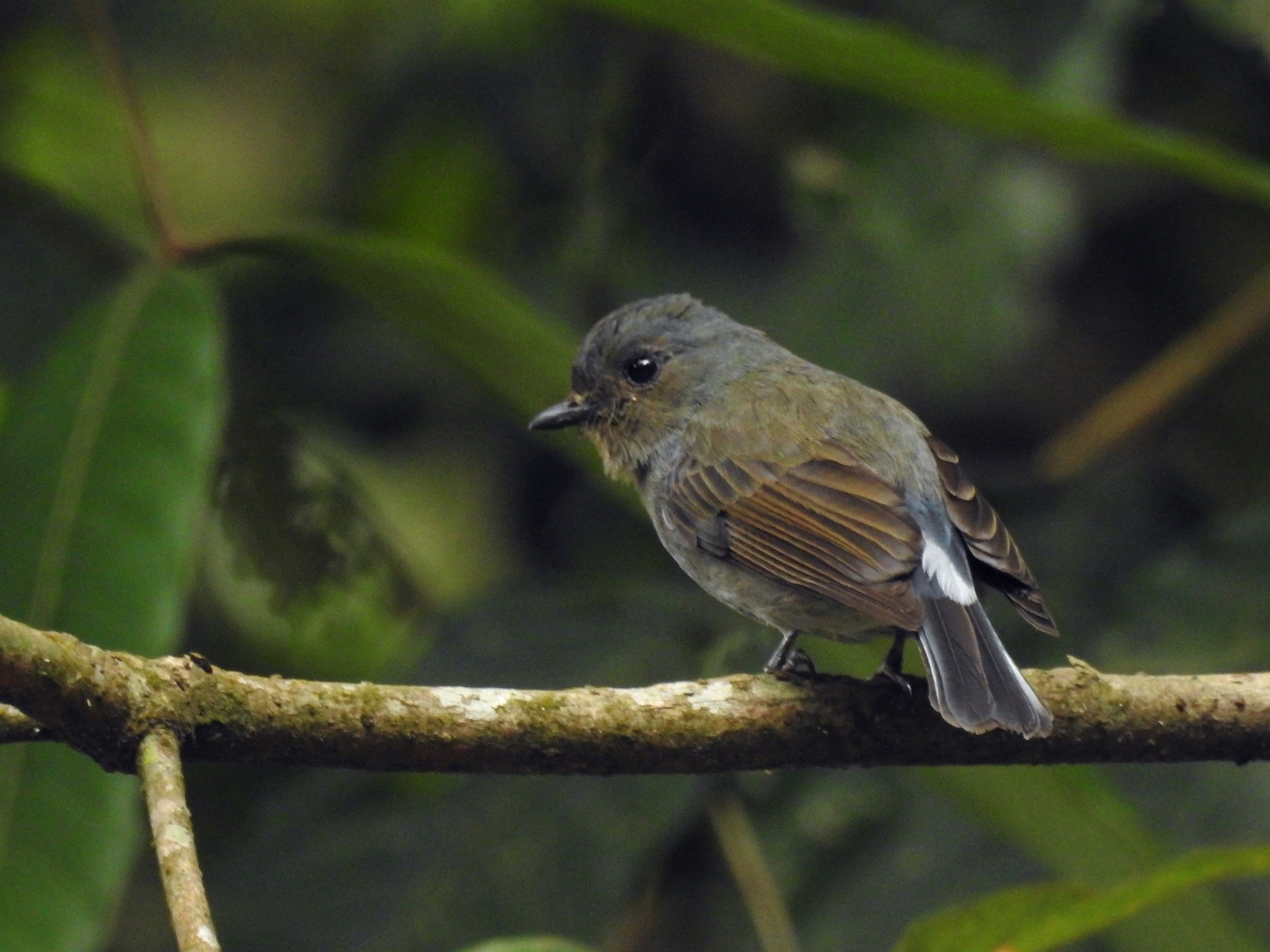
Самиця нильгірійської мухоловки

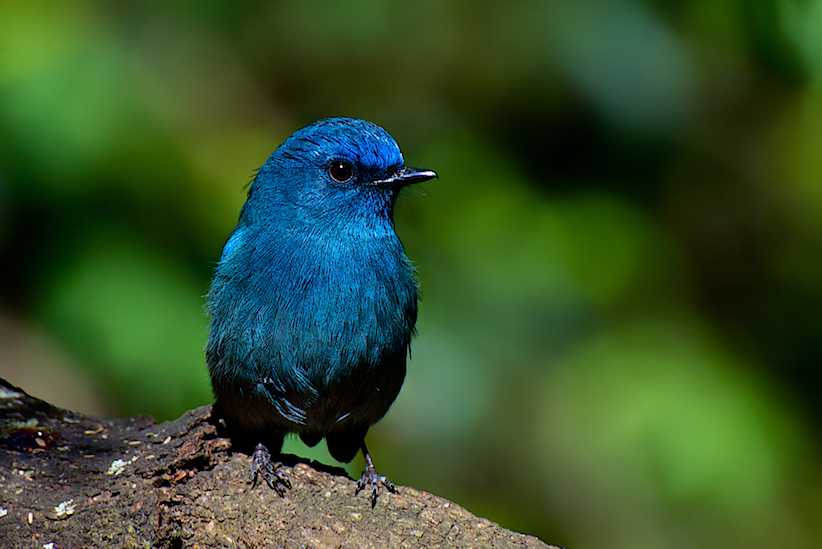
Самець нильгірійської мухоловки

## Поширення і екологія
Нильгірійські мухоловки мешкають в Західних Гатах і горах Нілґірі. Вони живуть в гірських і рівнинних тропічних лісах, на узліссях і галявинах, на кавових і кардамонових плантаціях, а також в гірських лісах Шола. Зустрічаються на висоті понад 1200 м над рівнем моря (хоча трапляються і на висоті понад 600 м над рівнем моря).

## Поведінка
Нильгірійські мухоловки живляться переважно комахами, яких ловлять в нижньому ярусі лісу. Сезон розмноження триває з берехня по червень з піком в травні. Чашоподібне гніздо розміщується в дуплі дерева або в трухлявій колоді, іноді під стріхою будинку або в дерев'яній конструкції мосту. В кладці 2-3 яйця кремово-коричневого кольору, поцятковані темними плямками.